# Citoyen de seconde zone

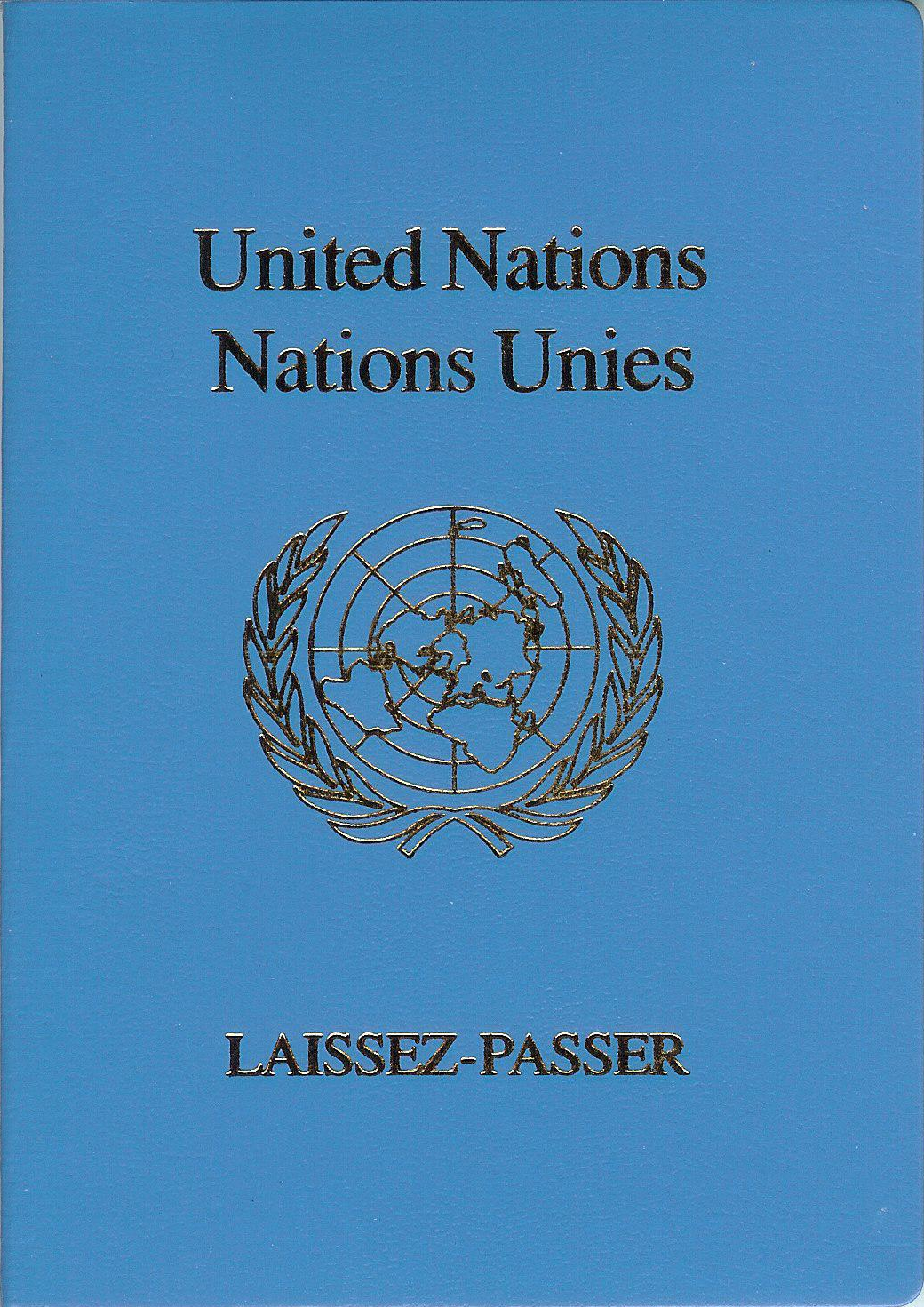
Un laissez-passer délivré par l'ONU.

Un citoyen de seconde zone (parfois appelé citoyen de seconde classe, sous l'influence de l'anglais second-class citizen) est une personne victime de discrimination systémique au sein d'une juridiction donnée.
Sans être nécessairement considérés comme des esclaves, des hors la loi ou des criminels, les citoyens de seconde zone voient leurs droits légaux, leurs droits civils et leur horizon socio-économique limités. Ils sont aussi souvent victimes de mauvais traitements ou de négligence de la part de leurs supérieurs putatifs.
La loi, plutôt que de protéger le citoyen de seconde zone, l'ignore et motive même parfois son harcèlement.

## Rôle des institutions dans la protection des citoyens de seconde zone
Depuis sa fondation, l'Organisation des Nations unies a joué un rôle essentiel dans la préservation des droits des citoyens de seconde zone. Ses documents fondateurs, la Charte des Nations unies et la Déclaration universelle des droits de l'Homme, établissent l'engagement de l'organisation à préserver les droits de tous les individus, indépendamment de leur race, de leur sexe ou de toute autre caractéristique. L'ONU a notamment contribué à défendre les droits de ceux qui sont considérés comme des citoyens de seconde zone, tels que les membres de groupes ethniques et religieux marginalisés, les femmes et les personnes handicapées. 
Au fil des ans, l'ONU a adopté diverses résolutions et traités relatifs aux droits des citoyens de seconde zone. Elle a ratifié la Convention pour la prévention et la répression du crime de génocide en 1948, qui criminalise le génocide contre les membres de groupes spécifiques. Les Nations unies ont également adopté la Convention sur l'élimination de toutes les formes de discrimination à l'égard des femmes en 1981, et 189 nations l'ont ratifiée à l'occasion du Sommet du Millénaire.
L'ONU a établi la Convention relative aux droits des personnes handicapées en 2006, dans le but de garantir que les personnes handicapées ne soient pas victimes de discrimination et puissent exercer leurs droits fondamentaux. Diverses procédures spéciales ont également été mises en place par l'ONU pour surveiller et rendre compte de la situation des ressortissants de seconde zone. En outre, le Haut Commissariat des Nations unies aux droits de l'homme (HCDH) s'efforce de promouvoir et de préserver les droits des populations vulnérables, telles que les citoyens de seconde zone. Ces dernières années, l'ONU a également pris des initiatives pour éliminer les discriminations et les inégalités structurelles. Elle a adopté les Objectifs de développement durable en 2015, qui comprennent des objectifs visant à améliorer l'égalité des sexes, à favoriser l'autonomie des femmes, et à mettre fin à la discrimination contre les minorités.